# Розсипне (Ілецький район)
Розсипне́ (рос. Рассыпное) — село у складі Ілецького району Оренбурзької області, Росія.
Стара назва — Розсипна.

## Населення
Населення — 786 осіб (2010; 1092 у 2002).
Національний склад (станом на 2002 рік):
- росіяни — 92 %